# Melipotis producta
Melipotis producta är en fjärilsart som beskrevs av Hayes 1975. Melipotis producta ingår i släktet Melipotis och familjen nattflyn. Inga underarter finns listade i Catalogue of Life.